# José Dirceu
José Dirceu de Oliveira e Silva Pinto (Passa Quatro, Minas Gerais, 16 de març de 1946) és un polític brasiler.
Va participar en un grup armat revolucionari després del cop militar brasiler de 1964, i va ser exiliat el 1969. Va tornar el 1980 i va ser políticament actiu. El seu càrrec més alt va ser el del cap de gabinet de l'administració de Luiz Inácio Lula da Silva, de 2003 a 2005, quan va dimitir a causa d'acusacions de corrupció.